# SN 2001jw
SN 2001jw – supernowa odkryta 19 listopada 2001 roku w galaktyce A084958+4403. W momencie odkrycia miała maksymalną jasność 24,00m.